# Valea Mantei
Valea Mantei – wieś w Rumunii, w okręgu Prahova, w gminie Valea Călugărească. W 2011 roku liczyła 334 mieszkańców.